# Tchalous
Pour les articles homonymes, voir Chalus.
Tchalous (aussi transcrit Chaloos, Chalous ou Chalus ; en persan : چالوس / Čâlus) est une ville située dans la province du Mazandéran en Iran, bordée au sud par la chaîne de l'Elbourz et au nord par la mer Caspienne qui lui confère un climat moins aride et plus fertile que dans le reste du pays.

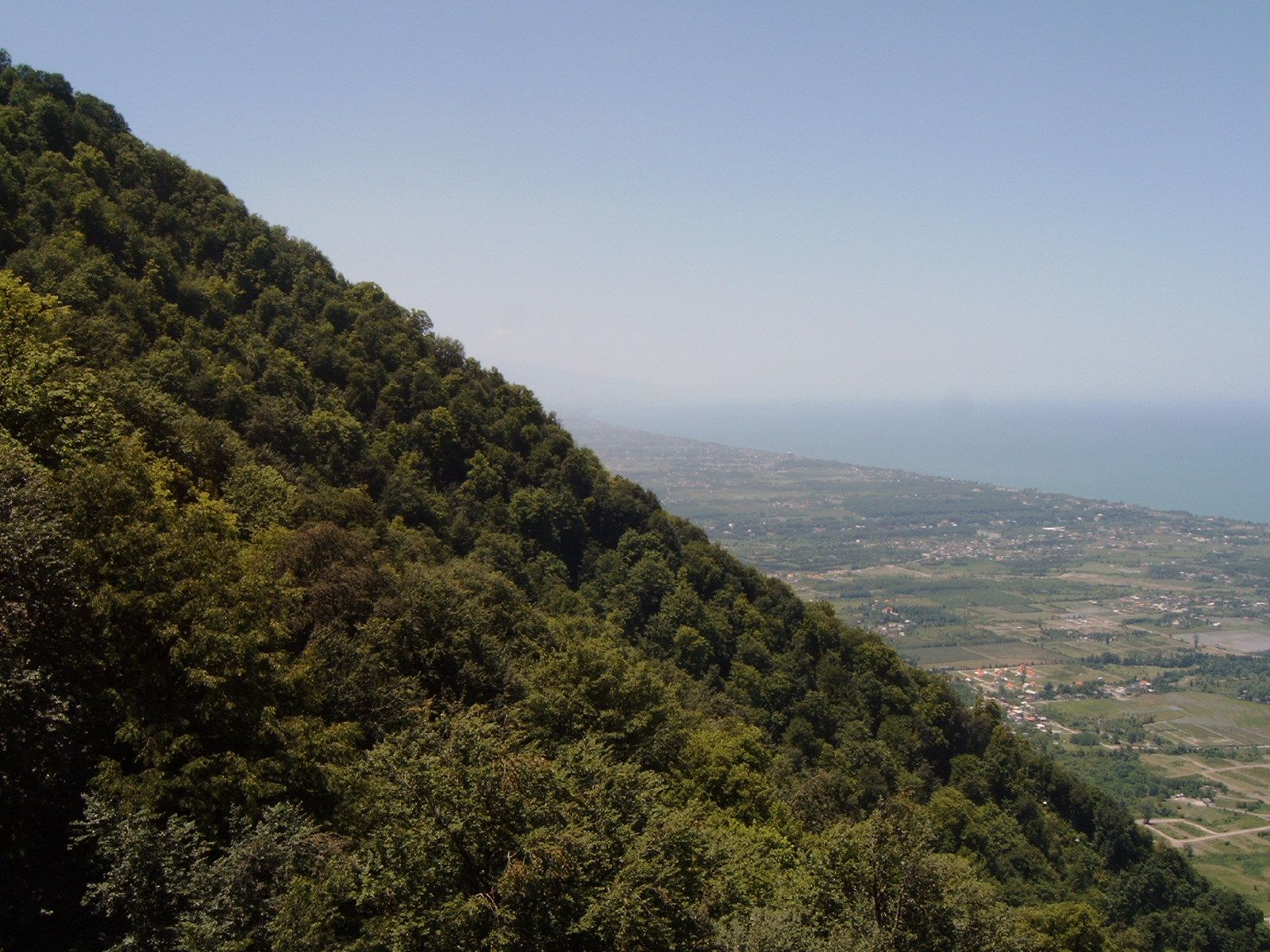
Vue de la mer Caspienne d'un site à 10 km à l'ouest de Tchalous.